# نظام غذائي بليستوسيني
النظام الغذائي البليستوسيني يختلف النظام الغذائي لأسلاف الإنسان المعروفة بشكل كبير مع مرور الوقت. وبالمعنى الدقيق، وفقاً لعلماء الأنثروبولوجيا التطورية وعلماء الآثار ليس هناك نظام غذائي وحيد من العصر الحجري القديم.  فيغطي العصر الحجري القديم ما يقرب من 2.8 مليون سنة، بالتزامن مع البليستوسيني، ويتضمن أسلافاً بشرية متعددة مع تكيفاتهم التطورية والتكنولوجية الخاصة، يعيشون في مجموعة متنوعة من البيئات. هذه الحقيقة مع صعوبة العثور على أدلة قاطعة في كثير من الأحيان يجعل التعميمات الواسعة من الأنظمة الغذائية السابقة صعبة للغاية.
كانت أسلافنا ما قبل الهومينين  (هومينين)الرئيسية آكلة للأعشاب على نطاق واسع ، وكانوا يعتمدون على أوراق الشجر أو الفاكهة والمكسرات، وغالباً ما يعتبر التحول في اتساع النظام الغذائي خلال العصر الحجري القديم نقطة حرجة في تطور الهومينين (هومينين) .
إن التعميم بين نظام الغذاء للعصر الحجري القديم من أسلاف البشر المختلفة التي يقوم بها العديد من علماء الأنثروبولوجيا هو أنهم مقتات بالمواد الحيوانية (آكلة نبات وحيوان) بدرجة واحدة، وترتبط ارتباطاً وثيقاً باستخدام الأدوات والتقنيات الجديدة.